# 百樂宮酒店
百樂宮酒店（Bellagio）是位於美國內華達州天堂市賭城大道上的一間賭場酒店，由美高梅集團持有及營運。
酒店設計的靈感取材自意大利貝拉焦的科木湖渡假村，以其優雅和舒適的環境為賣點。百樂宮酒店其中一項最著名的特色項目為酒店門前的人工湖，人工湖面積達32,000平方米，並提供音樂噴泉表演，百樂宮酒店當1998年10月15日開幕時，它是世界上建築成本最高的酒店，高達15億美元。
酒店大堂的天花板是出自名師戴爾·奇胡利之手的《Fiori di Como》，由2,000朵手工吹製而成的玻璃花組成，面積約610平方米。另外，酒店亦設有兩間室內花園，分別是“Conservatory”及“Botanical Gardens”，種滿不同種類的花朵。
百樂宮酒店是由史提芬·永利（Steve Wynn）所構思出來的，他於1993年收購了原址的杜尼斯賭場酒店（Dunes Hotel and Casino），並由他經營的夢幻渡假村集團（Mirage Resorts, Inc）將其拆卸後重建成今天的百樂宮酒店，百樂宮酒店另一項最著名的項目是太陽劇團的《O》舞台演出，是拉斯維加斯最著名的表演之一。
2019年10月16日，黑石房地產收入信託基金（Blackstone Real Estate Income Trust）和美高梅國際酒店集團各佔95%和5%股份的合資企業以42.5億美元的價格收購百樂宮酒店，並將其以2.45億美元的初始年租金返租給美高梅旗下的一個賭場子公司。

## 音樂噴泉

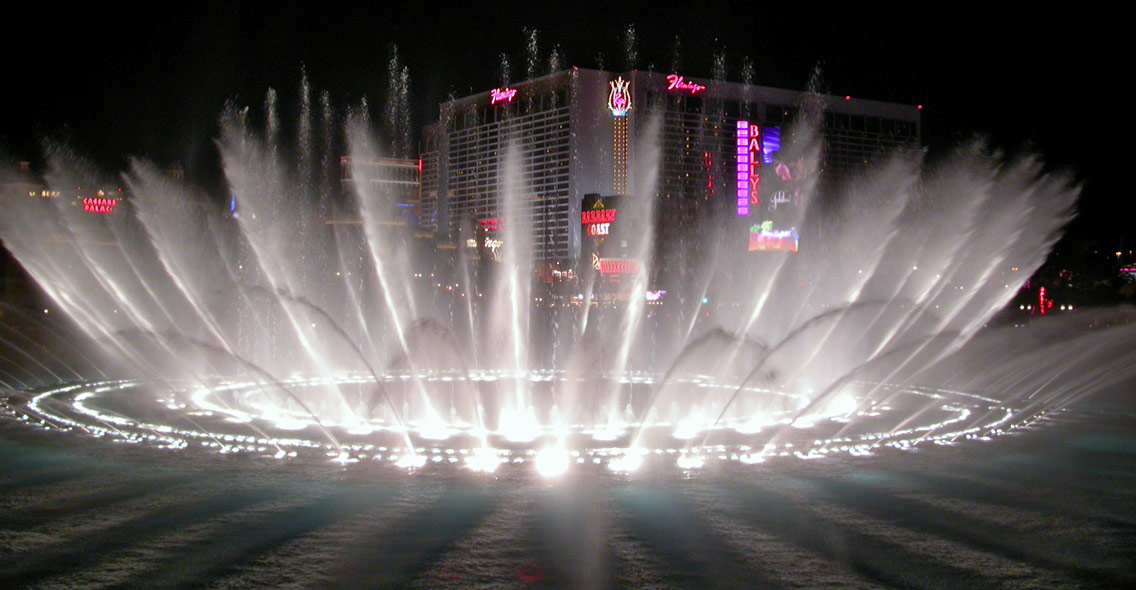
夜間的音樂噴泉表演

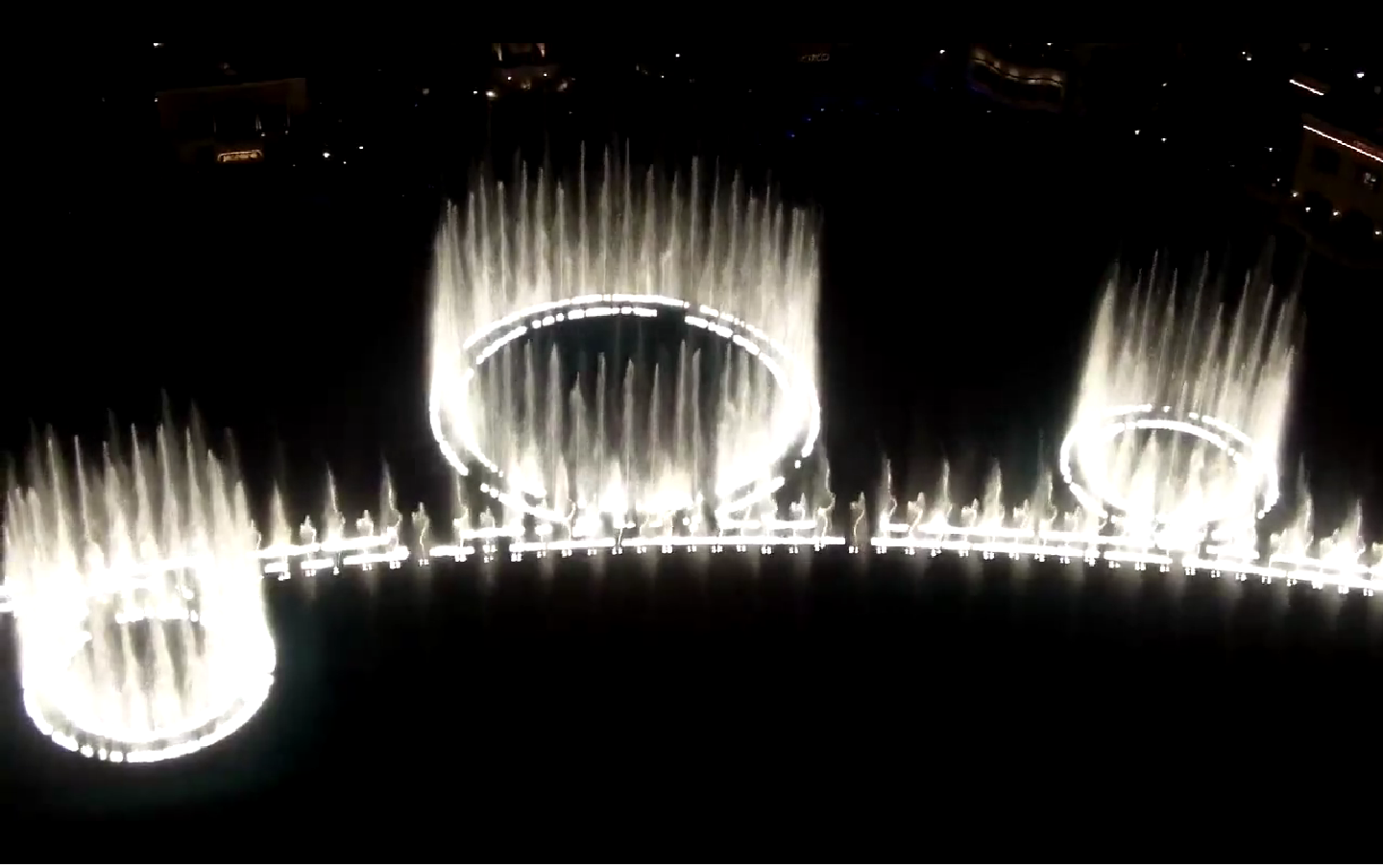
音樂噴泉全景

百樂宮酒店的噴泉表演是由Wet Design公司設計。除音樂和燈光外，噴泉的形狀都由他們所設計。由優美的弧線、以至直衝雲霄的shooter®，都是由人工湖上超過1,000個噴頭所控制的。噴泉的水花最高可噴至140米高，極為壯觀。音樂噴泉的款式有Oarsmen®,Mini Shooters®,Super Shooters® 和Extreme Shooters®，霧化噴泉。
經過百樂宮酒店的成功後，永利亦要求該公司改善夢幻酒店（即現時的米高梅夢幻酒店）的火山表演。
有關百樂宮酒店噴泉的詳細介紹, 請參看音樂噴泉中的部份音樂噴泉介紹。

## 现场娱乐
永利聘请人才经理Sandy Gallin来监督度假村的现场娱乐。开业时，赌场包括几个表演场地，如250个座位的Fontana休息室和70个座位的Allegro休息室。 早期，Fontana举办了Michael Feinstein和Loston Harris等表演。
自开业以来，百利酒店一直以Cirque du Soleil的水上主题表演O为特色。 它在一个1,800个座位的歌剧院里演出，并利用了一个作为舞台的迷你湖。 这个节目的制作成本约为1亿美元，使其成为当时拉斯维加斯历史上最昂贵的节目。
2000年代初，百利酒店旁边的一个帐篷里上演了一场名为Cheval的马术表演，由参与创作O的Gilles Ste-Croix创办。

## 軼事
- 芭黎絲·希爾頓（Paris Hilton）的性愛錄影帶也是在百樂宮酒店的酒店房內拍攝的。
- 演員賈斯汀·皮爾斯（Justin Pierce）於2000年在百樂宮酒店的房間內上吊自盡。

## 曾拍攝的電影
- 2001年由乔治·克鲁尼和茱莉娅·罗伯茨主演的電影（Ocean's Eleven）裡的金庫就位於百樂宮酒店。

## 外部連結
- 官方網址 （页面存档备份，存于）
- 百樂宮酒店的360度虛擬旅程 （页面存档备份，存于）
- 照片集 （页面存档备份，存于）
- 酒店的衛星圖片
- 旅遊指南